# Jeff Bennett (Leichtathlet)
Jeff Bennett (eigentlich Jefferson Taft Bennett; * 29. August 1948 in Taft, Oklahoma) ist ein ehemaliger US-amerikanischer Zehnkämpfer.
Bei den Olympischen Spielen 1972 in München wurde er Vierter mit 7977 Punkte, wobei er lediglich sechs Punkte Rückstand auf den Bronzemedaillengewinner Ryszard Katus hatte.
1972 und 1973 (mit seiner persönlichen Bestleistung von 8121 Punkten) wurde er US-Meister.